# BAM (小惑星)

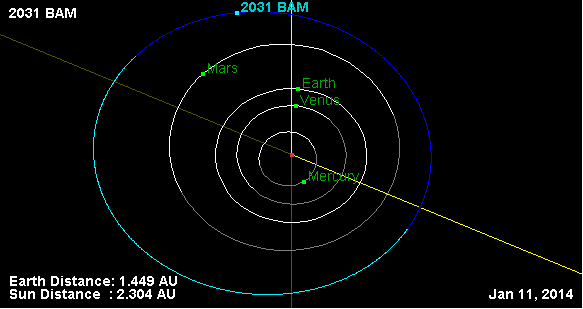
BAMの軌道

BAM (2031 BAM) は、1969年10月8日にリュドミーラ・チェルヌイフがウクライナのクリミア天体物理天文台で発見した、小惑星帯に位置する小惑星である。
1974年から1986年にかけてロシア東部にバイカル・アムール鉄道を建設したソビエト人を称えて命名された。